# Jos van Veldhoven
Josephus Maria Martinus van Veldhoven ('s-Hertogenbosch, 1952) è un direttore d'orchestra, direttore di coro e musicologo olandese.
Ha studiato musicologia alla Rijksuniversiteit di Utrecht e direzione di coro e orchestra al Regio Conservatorio dell'Aia. È stato direttore artistico della Netherlands Bach Society dal 1983 al 2018. In questa veste ha eseguito regolarmente in patria e all'estero le principali opere di Johann Sebastian Bach, dei suoi predecessori e contemporanei. Inoltre è direttore dal 1976 dell'Utrechts Barok Consort, da lui fondato. Ha effettuato numerose registrazioni radiofoniche, televisive e CD con i suoi ensemble ed è apparso in festival nei Paesi Bassi, in molti paesi dell'Europa occidentale, negli Stati Uniti e in Giappone.

## Carriera
Il New York Times ha affermato che "Il signor van Veldhoven suscita letture nel miglior stile attuale, agile ed agile ma anche fantasioso e spontaneo". È stato descritto da NRC Handelsblad come "il direttore di coro olandese di più alto livello" e da Trouw come "uno dei pochi interpreti di musica antica olandesi [...] [con un] importantissimo zelo pionieristico".
Jos van Veldhoven ha diretto numerose orchestre internazionali tra cui l'Orchestra Filarmonica di Tokyo, Telemann Chamber Orchestra e l'Orchestra Filarmonica di Essen. Insieme al regista Dietrich Hilsdorf, van Veldhoven ha lavorato, nel 2001, ad un ciclo di oratori di Händel messi in scena ed eseguiti all'Opera di Bonn.
Negli anni precedenti, Jos van Veldhoven ha attirato spesso l'attenzione con esecuzioni di "nuovo" repertorio nel regno della musica antica. Tra questi sono degni di nota gli oratori di Telemann, i Vespri di Giovanni Giacomo Gastoldi, il repertorio del secolo d'oro olandese, le ricostruzioni della Passione secondo Marco di Bach, la cantata Klagt, Kinder, klagt es aller Welt, meglio conosciuta come Köthener Trauermusik e molti opere musicali fino allora sconosciute del XVII secolo. Ha diretto anche numerose prime contemporanee di opere barocche di compositori tra cui Johann Mattheson, Reinhard Keiser, Andrea e Giovanni Bononcini, Giovanni Legrenzi, Francesco Bartolomeo Conti e Scarlatti. Nel 2008 ha celebrato il suo 25º anniversario come direttore artistico della Netherlands Bach Society, dirigendo La Creazione di Joseph Haydn.
Jos van Veldhoven è professore di direzione corale al Conservatorio di Amsterdam e al Regio Conservatorio dell'Aia.